# Aenictus pachycerus
Aenictus pachycerus är en myrart som först beskrevs av Smith 1858.  Aenictus pachycerus ingår i släktet Aenictus och familjen myror.

## Underarter
Arten delas in i följande underarter:
- A. p. impressus
- A. p. pachycerus